# (471325) Тао-у
(471325) Тао-у — транснептуновый объект с очень большим наклонением и ретроградным движением. Объект 2011 KT19 был открыт 31 мая 2011 года, но затем потерян. Переоткрыт в августе 2016 года группой астрономов с помощью телескопа Pan-STARRS, расположенного на вершине вулкана Мауна-Кеа на острове Гавайи.
Тао-у, до присвоения имени известный под неофициальным прозвищем Нику ("мятежный" с китайского), в 2016 году был виден как тусклый объект 22-й звёздной величины. Абсолютная магнитуда — 7,4m, диаметр объекта — ок. 200 км. Наклонение орбиты 2011 KT19 (i) составляет 110,1537°, что больше, чем у 2008 KV42 и 2011 MM4, но меньше, чем у 2016 NM56 и Каэпаокаавелы.
Интерес учёных  к объекту был вызван из-за  его расположения, которое составляет 110 градусов к плоскости нашей системы, то есть из-за перпендикулярного вращения объекта относительно других планет нашей системы. У небесного тела есть еще одна интересная особенность: оно вращается в сторону, которая является противоположной той, в которую вращаются все остальные объекты Солнечной системы.
Все вышеперечисленное побудило учёных назвать объект Нику (Niku), что в переводе с китайского означает «мятежный», или «непокорный». У исследователей пока нет достоверных версий относительно нестандартного поведения объекта. Представляющий Королевский университет в Белфасте Мишель Баннистер лишь заявил, что в нашей системе присутствует нечто «очень странное» и посоветовал «пристегнуть ремни безопасности».